# Фредерик III
Фредерик III (на датски: Frederik) е крал на Дания и Норвегия от 1648 до смъртта си през 1670 г.

## Произход и ранни години
Роден е през 1609 г. в Дания. Сине на крал Кристиан IV и Анна Катарина фон Бранденбург.
В детството и юношеството си Фредерик не е бил определен за наследник на баща си, тъй като е предпоследен син от общо шестте деца от първия брак на баща си, следователно той не е бил подготвян за наследник на трона. Баща му, Кристиан IV, е възнамерявал да го използва, за да осъществи амбициите си за завладяване и разширяване в Германия. С тази цел още съвсем млад Фредерик е произведен в епископ на Бремен-Ферден, а на 18-годишна възраст и за комендант на крепостта Щаде в Долна Саксония. Всичко това му позволява да натрупа богат административен опит. В действителност самият Фредерик е имал изявен интерес и наклонности в областта на литературата и научната дейност. Като крал по-късно той се показва ревностен колекционер на книги и основава Кралската библиотека в Копенхаген през 1648 г.
По време на Шведско-датската война от 1643 – 1645 г. Фредерик е назначен и за комендант на херцогствата, но отбелязва малко военни победи главно поради принципни несъгласия с маршал Биле, командващ датските сили. Това бил първият сблъсък на Фредерик с датската аристокрация, която винаги се отнасяла с недоверие към неговите възможности. Цялото му управление по-късно бива белязано с подобни вътрешни конфликти.

## Възкачване на престола
Път към трона се открива за Фредерик едва със смъртта на по-големия му брат Кристиан през юни 1647 г. Въпреки това дори след смъртта на баща му на следващата година този въпрос все още остава висящ понеже поданиците на бъдещия крал отказват да му отдадат почит. Това се случва най-сетне чак на 6 юли 1648 г. едва след като той подписва харта, с която се съгласява да намали кралските прерогативи.

## Управление
През лятото и есента на 1657 г. Фредерик започва война с Швеция, подтикван от Холандия и Австрия. Шведският крал Карл X обаче изненадващо веднага нахлува в Дания от юг, окупира полуостров Ютланд и по леда през изключително суровата зима прекарва армията си между датските острови. Когато в началото на 1658 г. армията му ненадейно се появява пред Копенхаген Фредерик III е принуден да капитулира. С договора от Роскиле той предава на Швеция половината от земите си. Този договор е последван от удивителна и любопитна случка. Фредерик III поисква да се запознае лично със своя победител и го кани за три дни в замъка си във Фредериксборг между 3 и 5 март 1658 г. Карл X се отзовава на поканата и в продължение на три дни двамата суверени водят лични разговори сред разкошни банкети, въпреки че са водили битка на живот и смърт. Тази изненадваща визита обаче съвсем не попречва на шведския крал скоро след това да нападне повторно Дания без да обяви война и без основателна причина противно на международните закони на епохата. Неговият стремеж бил да ликвидира Дания окончателно и да възстанови Калмарската уния, но този път под шведска егида. Затова той напада отново Копенхаген, но тази му офанзива от август 1658 – февруари 1659 г. този път се проваля. Карл X не се отказва, но в разгара на подготовката за нова война срещу Дания на следващата година той самият неочаквано умира. Като резултат от това Швеция връща някои от заграбените датски земи.
След тези събития за един не твърде дълъг период от време Фредерик се ползва с голяма популярност в Дания, особено сред средната класа, и възползвайки се от този факт през 1660 г. установява в страната абсолютна монархия. Още по времето на баща му в условията на Тридесетгодишната война кралската власт в Дания била станала силно зависима от големите търговци и от фламандските банкери, от които взимала сериозни заеми. Съответно политическото и икономическо влияние на аристокрацията отслабнало. Така сега в 1660 г. Фредерик III заедно с големите банкери отстранява напълно аристокрацията от властта. Абсолютната монархия остава в Дания до 1849 г.

## Семейство
На 1 октомври 1643 г. Фредерик III се жени за София Амалия фон Брауншвайг-Каленберг, от която има осем деца:
- Кристиан V (1646 – 1699), крал на Дания и Норвегия ∞ принцеса Шарлота Амалия фон Хесен-Касел
- Анна София (1647 – 1717) ∞ курфюрст Йохан Георг III от Саксония
- Фридерика Амалия (1649 – 1704) ∞ херцог Християн Албрехт фон Шлезвиг-Холщайн-Готорп
- Вилхелмина Ернестина (1650 – 1706) ∞ курфюрст Карл II фон Пфалц
- Фридрих (1651 – 1652)
- Георг (1653 – 1708), херцог на Камберленд ∞ кралица Анна от Великобритания
- Улрика Елеонора (1656 – 1693) ∞ крал Карл XI
- Доротея (1657 – 1658)